# Djylian N'Guessan
Djylian N'Guessan (Saint-Nazaire, 30 agosto 2008) è un calciatore francese, attaccante del Saint-Étienne.

## Carriera

### Club
È cresciuto nel settore giovanile del Saint-Étienne, con cui ha filtrato il primo contratto professionistico il 18 novembre 2024. Ha debuttato il 4 gennaio 2025 nell'incontro di Ligue 1 vinto 3-0 contro lo Stade Reims.

### Nazionale
Ha giocato con la nazionale francese Under-16.
Nel 2025 con la nazionale francese Under-17 ha perso la finale degli Europei di categoria.

## Statistiche

### Presenze e reti nei club
Statistiche aggiornate al 2 luglio 2025.
| Stagione        | Squadra         | Campionato      | Campionato | Campionato | Coppe nazionali | Coppe nazionali | Coppe nazionali | Coppe continentali | Coppe continentali | Coppe continentali | Altre coppe | Altre coppe | Altre coppe | Totale | Totale | Totale |
| Stagione        | Squadra         | Comp            | Pres       | Reti       | Comp            | Pres            | Reti            | Comp               | Pres               | Reti               | Comp        | Pres        | Reti        | Pres   | Reti   |        |
| --------------- | --------------- | --------------- | ---------- | ---------- | --------------- | --------------- | --------------- | ------------------ | ------------------ | ------------------ | ----------- | ----------- | ----------- | ------ | ------ | ------ |
| 2024-2025       | Saint-Étienne 2 | N3              | 8          | 2          | -               | -               | -               | -                  | -                  | -                  | -           | -           | -           | 8      | 2      |        |
| 2024-2025       | Saint-Étienne   | L1              | 8          | 0          | CF              | 0               | 0               |                    | -                  | -                  |             | -           | -           | 8      | 0      |        |
| Totale carriera | Totale carriera | Totale carriera | 16         | 2          |                 | 0               | 0               |                    | -                  | -                  |             | -           | -           | 16     | 2      |        |